# Европско првенство у атлетици на отвореном 1934 — скок удаљ за мушкарце
Такмичење у скоку удаљу мушкој конкуренцији на 1. Европском првенству у атлетици 1934. у Торину одржано је 8. септембра на Стадиону Бенито Мусолини.

## Земље учеснице
Учествовало је 15 такмичара из 11 земаља.
1. Данска (1)
2. Естонија (1)
3. Италија (2)
4. Луксембург (2)
5. Мађарска (2)
6. Немачка (2)
7. Норвешка (1)
8. Француска (1)
9. Чехословачка (1)
10. Швајцарска (1)
11. Шведска (1)

## Освајачи медаља
|                        |                   |                  |
| Вилхелм Лајхум Немачка | Ото Берг Норвешка | Луц Лонг Немачка |

## Резултати

### Финале
| Место | Атлетичар         | Земља        | Резултат | Бел. |
| ----- | ----------------- | ------------ | -------- | ---- |
|       | Вилхелм Лајхум    | Немачка      | 7.45     | РЕП  |
|       | Ото Берг          | Норвешка     | 7,31     |      |
|       | Луц Лонг          | Немачка      | 7,25     |      |
| 4     | Робер Пол         | Француска    | 7,16     |      |
| 5     | Артуро Мафеи      | Италија      | 7,12     |      |
| 6     | Хенрик Котлаи     | Мађарска     | 7,01     |      |
| 7     | Жан Стидер        | Швајцарска   | 6,84     |      |
| 8     | Шандор Домбровари | Мађарска     | 6,80     |      |
| 9     | Ингвард Андерсен  | Данска       | 6,75     |      |
| 10    | Ерик Свенсон      | Шведска      | 6,73     |      |
| 11    | Николај Китис     | Естонија     | 6,71     |      |
| 12    | Анри Фежан        | Луксембург   | 6,62     |      |
| 13    | Франческо Табаи   | Италија      | 6,60     |      |
| 14    | Лудвик Команек    | Чехословачка | 6,47     |      |
| 15    | Франсоа Мерш      | Луксембург   | 6,38     |      |